# Cotoneaster tauricus
Cotoneaster tauricus es una especie de planta del género Cotoneaster, perteneciente a la familia Rosaceae.

## Taxonomía
Cotoneaster tauricus fue descrita por Antonina Poyárkova en 1938.

## Distribución
Se encuentra en el territorio de Crimea y Ucrania.